# Phyllopteryx taeniolatus
 (mai 2024).
La mise en forme du texte ne suit pas les recommandations de Wikipédia : il faut le « wikifier ».
Les points d'amélioration suivants sont les cas les plus fréquents :
- Les titres sont pré-formatés par le logiciel. Ils ne sont ni en capitales, ni en gras.
- Le texte ne doit pas être écrit en capitales (les noms de famille non plus), ni en gras, ni en italique, ni en « petit »…
- Le gras n'est utilisé que pour surligner le titre de l'article dans l'introduction, une seule fois.
- L'italique est rarement utilisé : mots en langue étrangère, titres d'œuvres, noms de bateaux, etc.
- Les citations ne sont pas en italique mais en corps de texte normal. Elles sont entourées par des guillemets français : « et ».
- Les listes à puces sont à éviter, des paragraphes rédigés étant largement préférés. Les tableaux sont à réserver à la présentation de données structurées (résultats, etc.).
- Les appels de note de bas de page (petits chiffres en exposant, introduits par l'outil «  Source ») sont à placer entre la fin de phrase et le point final[comme ça].
- Les liens internes (vers d'autres articles de Wikipédia) sont à choisir avec parcimonie. Créez des liens vers des articles approfondissant le sujet. Les termes génériques sans rapport avec le sujet sont à éviter, ainsi que les répétitions de liens vers un même terme.
- Les liens externes sont à placer uniquement dans une section « Liens externes », à la fin de l'article. Ces liens sont à choisir avec parcimonie suivant les règles définies. Si un lien sert de source à l'article, son insertion dans le texte est à faire par les notes de bas de page.
- La présentation des références doit suivre les conventions bibliographiques. Il est recommandé d'utiliser les modèles {{Ouvrage}}, {{Chapitre}}, {{Article}}, {{Lien web}} et/ou {{Bibliographie}}. Le mode d'édition visuel peut mettre en forme automatiquement les références.
- Insérer une infobox (cadre d'informations à droite) n'est pas obligatoire pour parachever la mise en page.

Pour une aide détaillée, merci de consulter Aide:Wikification.
Si vous pensez que ces points ont été résolus, vous pouvez retirer ce bandeau et améliorer la mise en forme d'un autre article.
Espèce
Répartition géographique
Statut de conservation UICN

 LC  : Préoccupation mineure
Phyllopteryx taeniolatus, le Dragon de mer commun, est une espèce de poissons marins de la famille des Syngnathidae, proche de l'hippocampe. [1] 

## Dénomination
Il est nommé Common Seadragon en anglais, c'est-à-dire « dragon de mer commun ». Il représente l'une des trois espèces de dragons des mers connues avec le « dragon des mers feuillu » (Phycodurus eques) et le « dragon des mers rubis » (Phyllopteryx dewysea).

## Description
Le dragon de mer commun ou dragon de mer des herbes, Phyllopteryx taeniolatus (Lacépède), est le seul représentant du genre Phyllopteryx (famille des Syngnathidae). Il a une tête caractéristique de la famille des Syngnathidae avec un museau allongé en flûte. Son corps est allongé et arqué. Il possède une coloration complexe et variable. Il est généralement de couleur rouge avec des bandes jaunes et mauves à l’âge adulte. Il imite les algues avec ses nageoires arrondies ce qui lui permet de se camoufler aisément dans son environnement. Il est plus petit et moins fourni que le « dragon des mers feuillus » (Phycodurus eques). Il possède aussi des épines afin d’assurer sa protection contre d’éventuels prédateurs. Les mâles ont un corps plus étroit et plus foncé que les femelles. Le dragon de mer commun peut atteindre jusqu’à 45 cm de longueur. Il est plus large et plus robuste que les autres Syngnathes. Il n’a pas de queue préhensile comme les hippocampes pour saisir ou s’ancrer quelque part. Il dérive donc avec le courant au milieu des algues, kelp où il est bien camouflé.

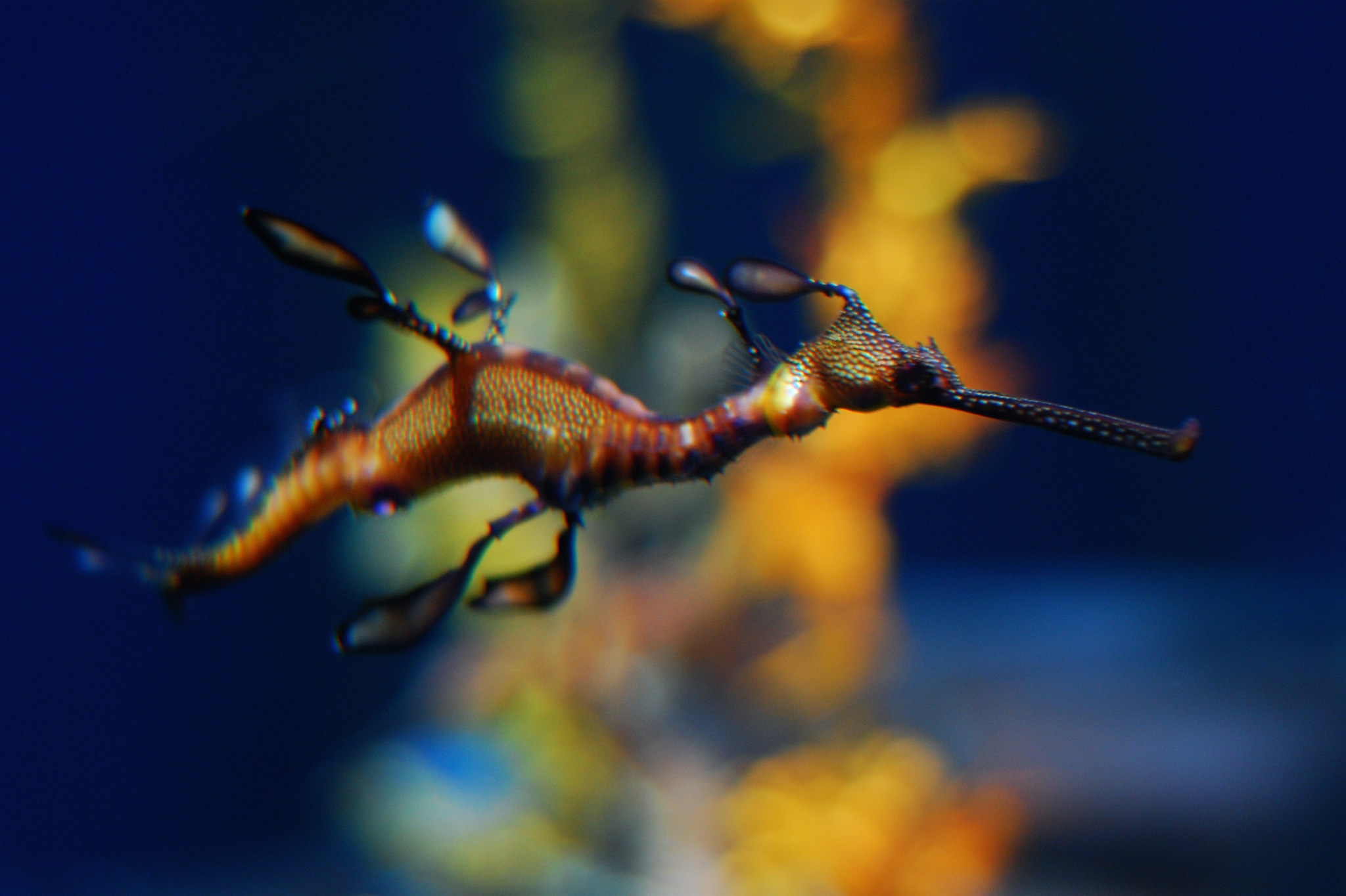
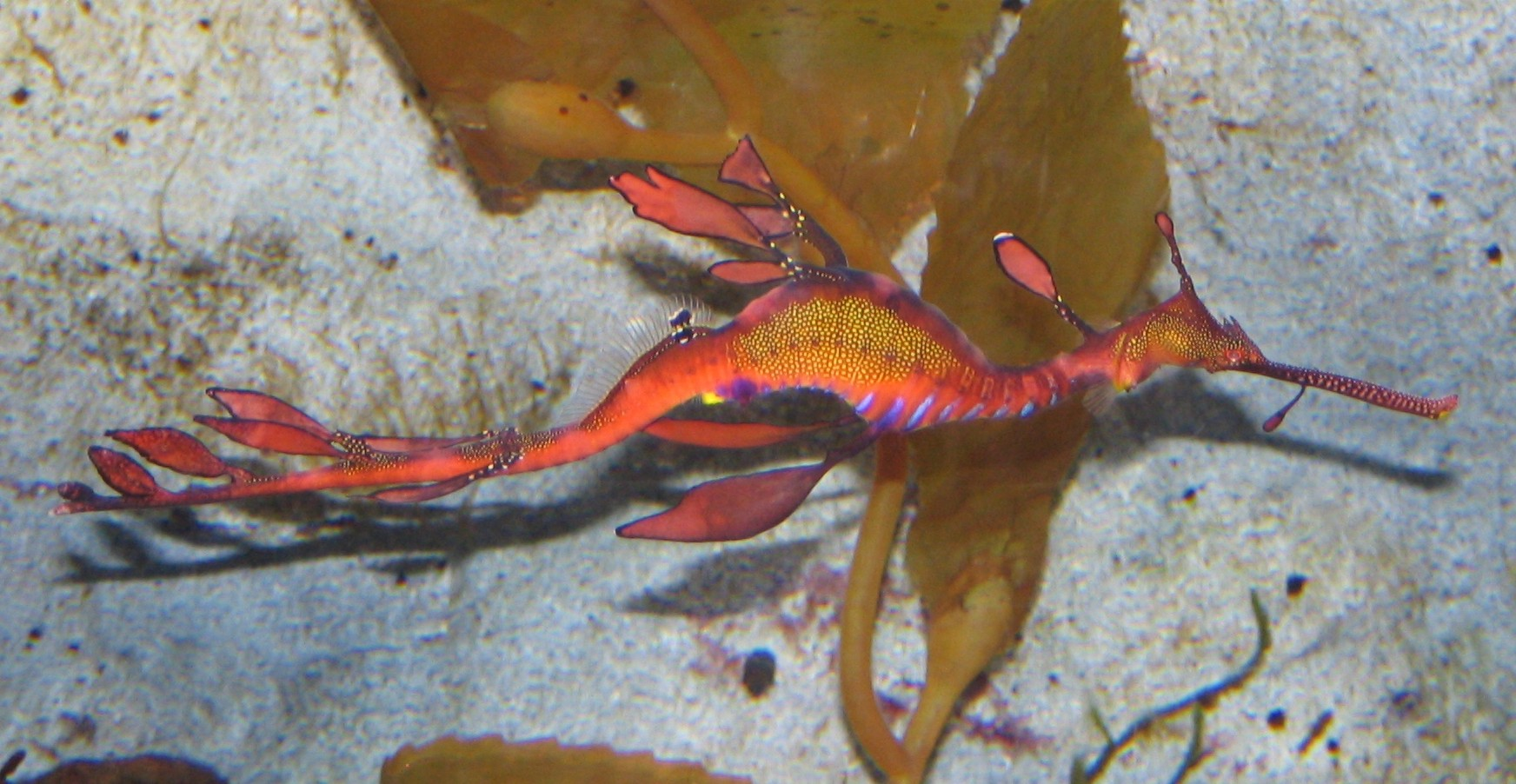
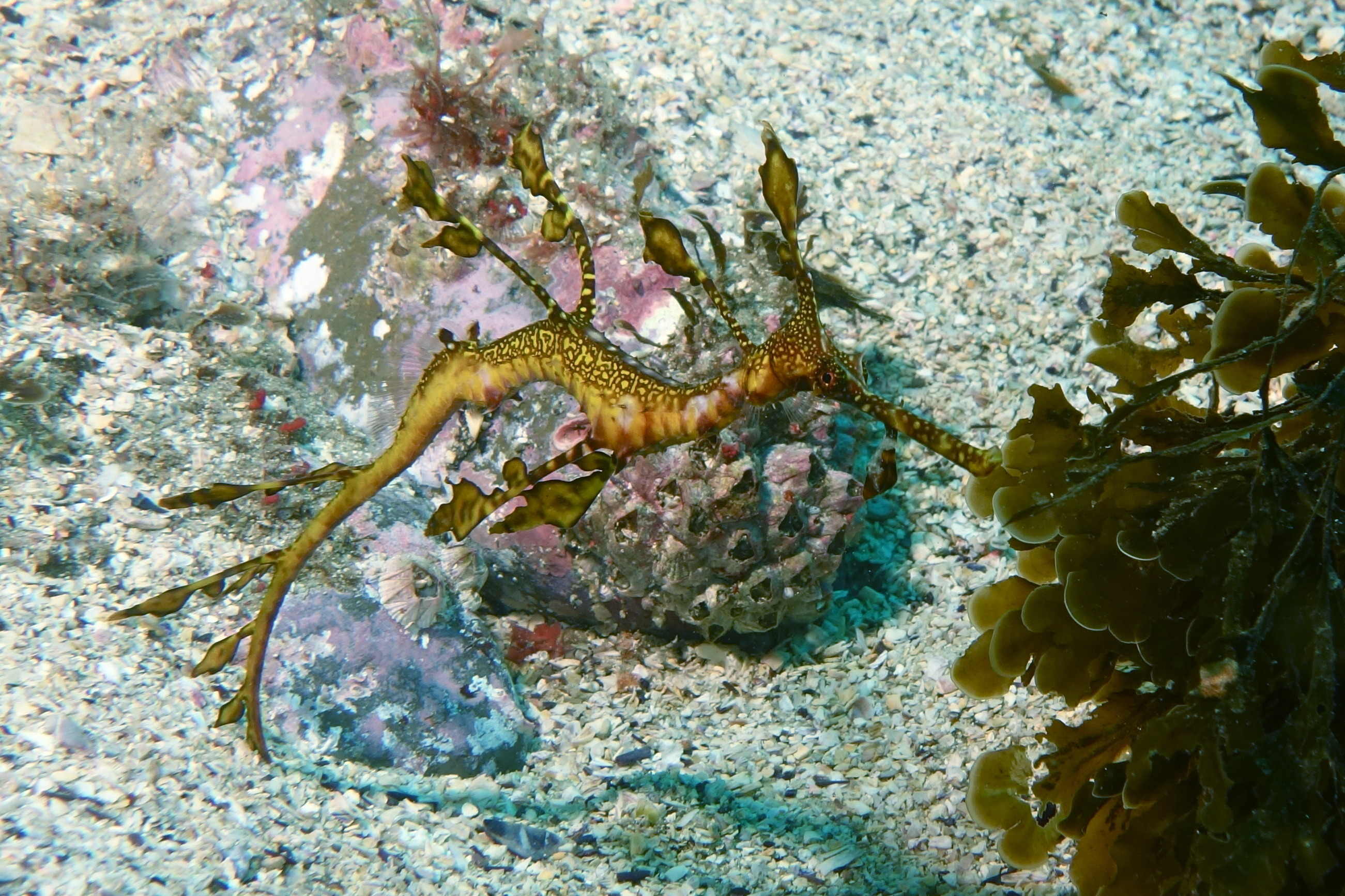
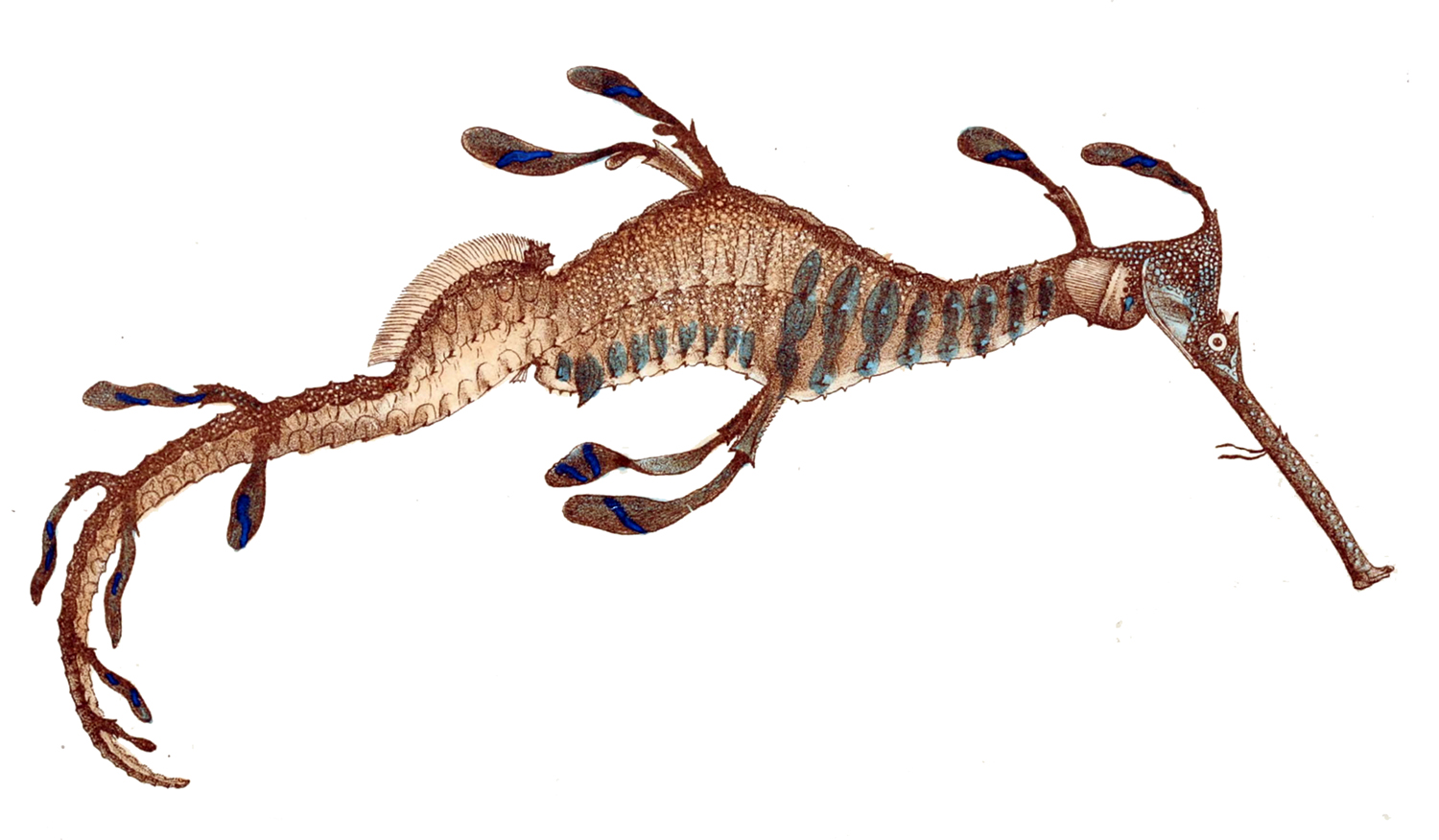

## Habitat et répartition
Le dragon de mer commun est endémique des eaux côtières australiennes et insulaires de l'est de l'océan Indien, du nord de l'océan Austral et du sud-ouest de l'océan Pacifique. Il est généralement présent le long de toute la côte méridionale du continent australien, y compris en Tasmanie et sur d'autres îles éloignées. On peut l'observer régulièrement depuis les environs de Port Stephens, en Nouvelle-Galles du Sud, jusqu'à Geraldton, en Australie occidentale, ainsi qu'au large de la côte de l'Australie du Sud et de la Grande Baie australienne.
On retrouve le dragon de mer commun dans les prairies d’herbe marines, des endroits colonisés par les algues ainsi que les récifs rocheux. Leur aire de répartition est bien définie et varie en général de 50 à 150m de longueur. Cette longueur est indépendante du sexe : elles sont similaires pour les mâles, les femelles et les juvéniles. Ils occupent des territoires largement superposés. Les dragons de mer communs sont généralement dans des profondeurs de 2 à 4m mais ils peuvent atteindre 12-25 m de profondeur. Les profondeurs de ces aires semblent être en corrélation avec le type de substrat et la présence de proies mysidées. Une étude a démontré que la présence de dragon de mer commun augmente significativement lorsque le pourcentage de couverture d’Ecklonia et la présence de crevettes mysidées augmentent.
Le dragon de mer commun a une densité de 10 à 65 individus par hectare. La houle, les courants de  marée et l’habitat dominé par les rochers peuvent limiter la densité de dragons de mer communs dans les eaux moins profondes. Ils vivent en groupes résidents toute l’année. Ces groupes peuvent persister d’une année à l’autre. Ils déplacent rarement en dehors de ces territoires sauf lors de la fin de la période de reproduction. Des mâles en gestation ainsi que quelques femelles quittent leurs territoires domestiques pour aller vers des zones peu profondes et abritées qui sont idéales comme zones d’éclosion.

## Régime alimentaire
Phyllopteryx taeniolatus se nourrit de petits crustacés comme les mysidés (plus de 80% de son régime alimentaire), de crevettes carides, de crevettes du genre Lucifer et d'autres petits crustacés. Il capture ces petits invertébrés en les aspirant grâce à sa mâchoire sans dents. Il prédate aussi le zooplancton. Il se dissimule dans les algues et chasse à l’affût toutes ses proies qui passent à sa portée.

## Cycle de vie
Les Syngnathidae sont uniques parmi les poissons, les mâles incubent les œufs déposés par la femelle dans une zone d'incubation spécialisée ou une poche de couvaison située sur la queue ou le tronc du mâle. Le comportement monogame chez les syngnathidés a été associé à des rôles sexuels conventionnels, les mâles luttant le plus intensément pour les partenaires et les femelles étant plus sélectives. La taille maximale et moyenne était similaire pour les deux sexes, montrant un faible dimorphisme sexuel. Cela suggére un comportement monogame et, par conséquent, des rôles sexuels conventionnels soutenus par des ratios sexuels proches de 1:1. Une seule femelle dragon de mer commun peut courtiser deux mâles en même temps et transférer des œufs à tous les deux en seulement 2 semaines. De plus, une femelle produit souvent plus d'œufs qu'un mâle ne peut en accueillir. Si tel est le cas, un comportement polygame et un renversement des rôles sexuels pourraient se produire.
Les syngnathidés femelles investissent massivement dans la reproduction en produisant de gros œufs riches en vitellus. Les caractères sexuels secondaires comme la formation de liens de couple et les comportements de séduction sont également cruciaux pour le succès reproducteur chez les syngnathidés. En raison de ce système d'accouplement, les syngnathidés produisent relativement peu de descendants. Ce taux de reproduction modeste est responsable des faibles densités de population, rendant les syngnathidés susceptibles à la dégradation de l'habitat et à la surexploitation. 
La saison de reproduction des dragons de mer communs va de juillet à janvier. Les mâles portent les œufs externes sous leur queue et la peau forme une coupe sur chaque œuf pendant la ponte. La saison de reproduction des dragons de mer communs va de juillet à janvier. Le temps d'incubation est d'environ huit semaines et jusqu'à à peu près 250 jeunes éclosent.  Il leur faut 28 mois avant d’atteindre la maturité sexuelle
 (certains individus se reproduisent la première année mais la majorité se reproduisent lors de la deuxième année une fois qu’ils sont pleinement développés). Des mâles en incubation ont été observés en Nouvelle-Galles du Sud de la mi-hiver à la mi-été mais jamais de février à juin. Certains mâles présentent plusieurs gestations au cours d'une saison. Deux grossesses par saison pour certains mâles avec une période étendue de récupération entraîneraient des pics plus petits au début de la période de reproduction dans certaines zones. Une ou deux gestations par saison avec environ 250 œufs par portée donneraient des productions reproductives annuelles plus faibles (250 à 500 œufs par mâle par an), augmentant la nécessité de taux de survie élevés des jeunes. Les femelles sont également capables de produire plusieurs portées par saison. Certains mâles enceints, surtout en fin de saison de reproduction et dans les eaux peu profondes, ont été observés portant des algues autour et entre les embryons. Cela diminue probablement leur visibilité car les œufs sont attrayants pour d'autres poissons tels que les tetraodontidés et les monacanthidés. Les petits sont indépendants dès leur naissance et sont capables de se nourrir eux-mêmes très rapidement
. Ils vivent jusqu’à 6 ans.
Les jeunes de moins de 15 cm préfèrent rester dans des eaux protégées où les petits crustacés mysidés sont abondants. Dans les zones où les conditions sont propices à l'éclosion des jeunes, les mâles ne quittent pas leur territoire, tandis que ceux vivant dans des eaux plus profondes, plus exposées ou avec moins de mysidés ont probablement migré vers des zones plus favorables pour l'éclosion des œufs. Il y a une croissance rapide chez les individus de plus de 15 cm pendant les mois chauds de l'été et de l'automne, suivie d'une croissance plus lente pendant les mois froids. Dans les eaux plus septentrionales, la croissance peut être plus rapide en raison de températures plus élevées favorisant la croissance. Les baies et les récifs côtiers sont des habitats clés pour les dragons de mer communs, et leur protection est cruciale, car ces zones présentent un ratio surface-bord élevé qui retient efficacement les poissons. Leur reproduction étendue mais peu productive doit être équilibrée avec une croissance rapide pour assurer leur survie. Cette croissance dépend de l'abondance de leurs proies principales, les mysidés, qui sont sensibles à la pollution et dont l'abondance est liée à la santé de l'habitat marin.
Selon l'endroit où ils se trouvent latitudinalement, l'espèce peut présenter des taux de croissance et de survie variables. Une croissance plus lente et une forte survie, comme observé à des latitudes plus élevées, conduisent à une longévité accrue. En effet, dans la partie la plus méridionale de son aire de répartition, cette espèce est soupçonnée d'avoir une longévité plus importante, probablement supérieure à 10 ans. La reproduction se produit également plus tard dans les eaux de Tasmanie (d'octobre à mars).

## Comportement
Les dragons de mer communs sont des animaux lents qui comptent donc beaucoup sur leur camouflage pour échapper aux prédateurs.
On pense généralement que les dragons de mer communs sont solitaires mais l'appariement et la formation de groupes sont couramment observés.[5, 11] Ces groupes peuvent aller jusqu’à 37 individus. Des regroupements de 20 à 40 dragons de mer ont été observés. Le sexe ne semble pas déterminer les paires car les appariements mâle-femelle ne sont pas plus fréquents que les appariements aléatoires. Beaucoup des paires et des groupes observés dans certaines zones abritées et végétalisées impliquent des mâles en gestation. Ce regroupement de mâles en gestation permet d’augmenter le taux de survie des jeunes. Il a été démontré que les espèces de syngnathidés occupent les habitats qui leur permettent le mieux de rester discrets face aux prédateurs. Les mâles en gestation sont plus souvent trouvés cachés dans les lits de varech que les autres dragons de mer communs ce qui pourrait être attribué à la nécessité de protéger les œufs externes des prédateurs. Le nombre de dragons de mer communs observés à l'intérieur de la baie, dans des eaux peu profondes et abritées, atteint son maximum à la fin de la saison de reproduction avec en moyenne 9 à 10 dragons de mer communs observés par plongée. Ce nombre diminue considérablement après la saison de reproduction pour atteindre 1 ou 0 observation par plongée. Tous les mâles observés dans la zone peu profonde en décembre sont dans leurs derniers stades de gestation ou viennent de faire éclore les juvéniles (la forme des œufs reste clairement visible sur la queue des mâles pendant quelques jours après l'éclosion). Certains de ces individus ont leurs aires de répartition près de cette zone peu profonde mais d'autres viennent de zones plus éloignées et effectuent un déplacement lié à la reproduction. Dans un récif moins peuplé et plus exposé, les mâles en gestation se déplacent également vers des eaux peu profondes pour faire éclore leurs jeunes, de même que certaines femelles. Ce déplacement fournit aux jeunes une zone de nurserie moins exposée aux courants et offrant un abri adéquat. Cela permet aussi aux jeunes d’avoir accès à plus de proies mysidées. En effet, les plus grands bancs de mysidés de petites tailles sont observés près des mâles en gestation et postgestation. Il y a donc une corrélation entre le cycle de reproduction des mysidés et des dragons de mer communs.

## Captivité
L’élevage en captivité de beaucoup d’espèces de syngnathidés est compliqué dû à des maladies causées par des pathogènes, une mauvaise nutrition et aux conditions environnementales.   Les 3 causes de morbidité et mortalité les plus communes lors d’une expérience sont : l’ulcère dermatite associé aux bactéries, la myopathie bilatérale symétrique et la mycobactériose.
Les maladies dont souffrent les dragons de mer communs en captivité peuvent être d’origine fongique. Le stress de la captivité, les systèmes artificiels et les infections concomitantes peuvent contribuer à l’immunosuppression et prédisposer les syngnathidés captifs aux infections opportunistes. Elles peuvent aussi être parasitaires. Les parasites sont le groupe d’agents infectieux le plus largement documenté chez les syngnathidés. En particulier, les métazoaires qui infectent les syngnathidés notamment les acanthocéphales, les nématodes, les monogènes, les myxospores et les trématodes. Les maladies peuvent aussi être bactériennes inflammatoires. La plupart des bactéries isolées chez les syngnathidés proviennent d’animaux sauvages cliniquement sains ou d’animaux captifs présentant des signes cliniques de maladie. Les plus courantes sont la mycobactériose et la vibriose
.

## Menaces
Phyllopteryx taeniolatus est particulièrement sensible car il est extrêmement dépendant de son microhabitat ainsi que de ses proies. De plus, sa forte fidélité à son lieu de vie combinée à une faible production de descendant annuel rend le dragon de mer commun particulièrement vulnérable à la perte d'habitat et à la limitation des ressources alimentaires. Il est donc principalement menacé par la dégradation et la perte de son habitat notamment à cause de la pollution. Les récifs couverts d'algues et les prairies de zostères ont été gravement affectés par les activités humaines et une perte de qualité et de quantité d'habitat a été observée dans son aire de répartition. La dégradation de l'habitat est particulièrement grave près des grands centres urbains (par exemple Sydney, Adélaïde, Melbourne, Perth, Hobart) où le rejet des eaux pluviales et des eaux usées traitées entraîne l'eutrophisation et une sédimentation accrue. Les espèces invasives, y compris les oursins qui dégradent l'habitat des laminaires, posent également problème et pourraient contribuer au déclin. En Tasmanie, les récifs couverts de macroalgues sur lesquels vivent les dragons de mer communs sont confrontés à une autre menace. Au cours des 20 dernières années, l'oursin Centrostephanus rodgersii est devenu plus commun et a étendu son aire de répartition dans tout l'État. Le broutage par les oursins réduit l'abondance des laminaires et autres macroalgues ce qui entraîne la formation de zones dénudées. De plus, d'importantes pertes de varech géant (Macrocystis pyrifera) ont été documentées au cours des 20 dernières années, associées à l'augmentation des températures de l'eau. La diminution des macroalgues pourrait affecter négativement les dragons de mer communs. Les traits d’histoires de vie de cette espèce en font des mauvais disperseurs.  Cela est problématique pour échapper à la pollution et à la perte d’habitat. Contrairement à d'autres syngnathidés, cette espèce n'est pas utilisée dans la médecine traditionnelle chinoise. Il est donc principalement capturé pour le commerce des aquariums. Cette capture correspondant à de faibles quantités, elle n’est pas préoccupante du point de vue de la conservation de l’espèce.

## Conservation
Le dragon de mer commun (Phyllopteryx taeniolatus) a été ajouté à la liste rouge de l'UICN des espèces menacées en 2016. Bien qu’il ait été listé en Préoccupation mineure (least concern), sa population est en diminution. Ce statut de conservation de l’UICN est justifié car l'espèce est menacée par la dégradation et la perte d'habitat due à la pollution et à la sédimentation, notamment dans les zones urbaines. Cependant, une grande partie de l'aire de répartition de l'espèce se trouve dans des zones moins peuplées qui ne sont pas menacées.”.
Il n'existe aucune mesure spécifique de conservation en place pour Phyllopteryx taeniolatus. Comme tous les syngnathidés, l'espèce est protégée contre l'exploitation par la Loi australienne sur la protection de l'environnement et la conservation de la biodiversité (1999). Bien que cette espèce soit présente dans plusieurs zones protégées (par exemple, la baie de Botany), elle n'est mentionnée dans aucune législation internationale ni réglementation commerciale.
Les baies et les récifs côtiers sont des habitats clés pour les dragons de mer communs. La protection de ces zones est cruciale car celles-ci présentent un ratio surface-bord élevé qui retient efficacement les poissons. De plus, ces animaux étant très fidèles à leur site de vie, la création d’Aires Marines Protégées locales permettrait d’assurer de manière efficace leur conservation. Cependant, la survie de ces animaux ne serait pas garantie en les protégeant uniquement de la surpêche même si cela est nécessaire. En effet, leur reproduction étendue mais peu productive doit être équilibrée par une croissance rapide pour assurer leur survie. Cette croissance est liée à l'abondance de leurs proies principales, les mysidés, qui sont sensibles à la pollution. La présence en quantité suffisante de ces proies est donc liée à la santé de l'habitat marin. Ainsi, la dégradation de cet habitat reste la principale menace pour ces animaux.
Une des principales difficultés dans la conservation de cette espèce est la difficulté à marquer ces animaux en raison de leur morphologie inhabituelle. En effet, leurs plaques corporelles rendent difficile l’utilisation de techniques de marquage fiables à long terme. Un moyen bon marché et efficace est de surveiller les populations de cette espèce emblématique sur l'ensemble de sa distribution pourrait être la photo-identification.  Il s’agit d’identifier les individus adultes à partir d’images sous-marines en utilisant les motifs de tâches et de marques sur la surface latérale de l’abdomen. Cela permettrait d’estimer les variables de population en utilisant la méthode de capture-marquage-recapture non invasive. Malheureusement, cette technique ne fonctionne qu'à court terme.